# Arapi u Mađarskoj
Arapi su jedna od nacionalnih manjina u Mađarskoj.
Prema mađarskim službenim statistikama, u Mađarskoj je 2001. živilo 2.367 Arapa.
1.296 stanovnika Mađarske govori arapski s članovima obitelji ili prijateljima, a 1.739 ima afinitet s kulturnim vrijednostima i tradicijama arapskog naroda.